# Kim Nam-soon
Kim Nam-soon (7 de maio de 1980) é uma arqueira sul-coreana, campeã olímpica.

## Carreira
Kim Nam-soon representou seu país nos Jogos Olímpicos de 2000, ganhando a medalha de ouro por equipes a medalha de prata no individual. 